# Didier Schraenen
Didier Schraenen est un pilote automobile, animateur de radio et commentateur sportif canadien né le 29 octobre 1955 à Mont-Saint-Hilaire au Québec.
Bien qu’il ait débuté en motocross et couru dans plusieurs catégories de voitures, d'où il fait ses débuts en série Honda/Michelin en mai 1988. 
Il est surtout reconnu pour ses succès en Formule 1600. Il a été couronné Champion canadien à quatre reprises en 1998, 1999, 2006 et 2009. 
Il a notamment pris le départ de deux courses de la Série NASCAR Canadian Tire en 2008, terminant huitième au Grand Prix de Trois-Rivières après être parti de la 28e place.
Il est le pilote étant monté sur le podium le plus souvent au circuit Gilles-Villeneuve de Montréal, toutes catégories confondues, soit 15. En 2010, il a frôlé la mort après une course en marge du Grand Prix du Canada en subissant un sévère infarctus.
Didier Schraenen est aussi reconnu comme commentateur sportif de course automobile à la télévision, principalement à RDS. Il décrit notamment les épreuves NASCAR Sprint Cup depuis plusieurs années.
Dès l'automne 1985, il anime l'émission matinale à CKMF-FM pendant plus de sept ans, puis demeure collaborateur. Son bolide est commandité notamment par la station et RDS.